# Potlatch (Washington)
Potlatch es un área no incorporada ubicada en el condado de Mason en el estado estadounidense de Washington.

## Geografía
Potlatch se encuentra ubicado en las coordenadas 47°22′34″N 123°8′58″O / 47.37611, -123.14944.